# Yasaburo Sugawara
Yasaburo Sugawara (né le 26 novembre 1952) est un lutteur japonais ayant participé aux Jeux olympiques d'été de 1976. Il remporte lors de cette compétition la médaille de bronze.

## Palmarès

### Jeux olympiques
- Jeux olympiques de 1976 à Montréal,  Canada
  -  Médaille de bronze